# Дирани, Мустафа
Мустафа Диб Мари Дирани (араб. مصطفى ديب الديراني‎; род. 1951) — деятель ливанских шиитских вооружённых формирований «Амаль», «Сопротивление верующих» и «Хезболла», в 1984—1988 годах глава службы безопасности «Амаля». В 1994 году Дирани был похищен израильскими спецслужбами из Ливана с целью получения информации о местонахождении захваченного в плен в 1986 году штурмана Рона Арада и пробыл в заключении в Израиле до 2004 года, когда был освобождён в рамках обмена пленными с «Хезболлой».

## Деятельность в военизированных структурах
Мустафа Дирани начал свою карьеру в рядах вооружённых сил Ливана, где дослужился до звания сержанта. Присоединившись к шиитской организации «Амаль», Дирани возглавил её службу безопасности в 1984 году. В качестве руководителя службы безопасности «Амаля» Дирани лично отвечал за содержание израильского штурмана Рона Арада, который попал в плен к этой организации в 1986 году, когда его самолёт разбился в Ливане.
Со временем между Дирани и руководством «Амаля» во главе с Набихом Берри обострились идеологические противоречия, приведшие к полному разрыву в 1988 году, когда связанная с «Хезболлой» группировка «Исламские революционные бригады» похитила подполковника морской пехоты США Уильяма Хиггинса. Хиггинс, возглавлявший наблюдательную миссию ООН по выполнению условий перемирия в Ливане, стал 23-м иностранным гражданином и 9-м американцем, захваченным в заложники ливанскими военизированными организациями. «Амаль» объединил усилия с миротворцами ООН в поисках Хиггинса, но Дирани объявил, что располагает данными о том, что американский офицер занимался шпионажем в пользу НАТО под прикрытием миротворческой миссии. После этого он был уволен с поста начальника службы безопасности «Амаля» и сформировал собственную организацию, получившую название «Сопротивление верующих».
В 1989 году Дирани, в чьих руках всё ещё оставался Рон Арад, по-видимому передал израильского военнослужащего представителю Стражей Исламской революции в Ливане Али Резе Аскари, по некоторым данным — за крупное денежное вознаграждение (Иран, однако никогда с тех пор официально не признавал, что Арад находится на его территории). Позже Дирани наладил тесное сотрудничество с «Хезболлой», став основным посредником в её контактах с сирийской военной разведкой, которая способствовала транспортировке захваченных боевиками «Хезболлы» заложников из Бейрута в долину Бекаа в то время, как официальный Дамаск осуждал их захват.

## Израильский плен
Уже в 1989 году израильские спецслужбы похитили в Ливане одного из идеологов шиитских военизированных организаций, шейха Абдель-Карима Обейда, рассчитывая, что он может быть использован для обмена на Арада. Однако эти надежды не оправдались. К 1993 году ситуация не изменилась, и тогда премьер-министр Израиля Ицхак Рабин лично отдал распоряжение о похищении Дирани. Целью похищения было «любыми средствами» установить детали сделки о передаче Арада Ирану. Окончательное решение о похищении было принято 21 мая 1994 года при участии начальника Генерального штаба ЦАХАЛа Эхуда Барака и руководителей «Моссада» (Шабтай Шавит) и АМАНа (Ури Саги). Той же ночью отряд спецназа Генерального штаба захватил Дирани у него дома в деревне Каср ан-Наба в восточной части долины Бекаа. В процессе захвата Дирани попытался оказать сопротивление и получил удар по голове. Огнём его телохранителей был ранен один из солдат спецназа.
Дирани был доставлен в Израиль, на секретную базу АМАНа. Рабин подписал постфактум приказ об административном аресте, который впоследствии регулярно обновлялся. Допросы Дирани велись сотрудниками сначала АМАНа, а затем ШАБАКа. При следствии действительно применялись все средства — от унижения, запугивания и побоев до тестирования на полиграфе и перехватов сообщений, передаваемых между Дирани и другими ливанскими заключёнными. Дирани, сам в качестве руководителя службы безопасности «Амаля» хорошо знакомый с методами допросов, однако, не давал следователям никакой существенной информации, по сути только подтверждая уже известные факты. В итоге на определённом этапе следователи пришли к выводу, что ничему из сказанного Дирани на допросах доверять нельзя, и с этого момента он, вместе с несколькими другими ливанцами, содержался под стражей только с целью возможного обмена на Арада.
На протяжении длительного времени Дирани отказывали в контактах с представителями Красного Креста и в услугах адвоката. Судебное представительство было предоставлено ему только после 4,5 лет заключения, встречи с представителями Красного Креста — лишь через семь лет. В апреле 2000 года израильский суд принял решение, согласно которому удержание Израилем ливанских заложников является противозаконным, и отдал распоряжение об их освобождении. После этого кнессет начал процесс принятия закона о содержании незаконных комбатантов, ратифицированного в 2002 году. По распоряжению суда были освобождены 13 из 15 ливанских заложников, удерживаемых израильскими властями, однако режим административного ареста для Дирани и Обейда был сохранён. Только в 2004 году эти два заключённых вышли на свободу в рамках сделки, заключённой между Израилем и «Хезболлой». Дирани и Обейд были освобождены вместе с более чем 400 другими заключёнными (в число которых входили 400 палестинцев и перешедший в ислам немец, бывший членом «Хезболлы») в обмен на израильского бизнесмена Эльханана Тененбаума и тела трёх израильских солдат.

## Судебный иск против Израиля
В марте 2000 года израильский адвокат Дирани, Цви Риш, от имени своего клиента подал судебный иск против правительства Израиля о компенсации в размере 6 миллионов шекелей (по тогдашнему обменному курсу примерно 1,5 миллиона долларов) за перенесенные пытки и моральный ущерб, связанный с незаконным заключением. В иске указывалось, что в течение первого месяца заключения клиента Риша лишали сна, избивали, трясли, держали связанным в причиняющих боль позах или в собственных экскрементах, которые не позволяли смывать по несколько дней, а также насиловали, в том числе с помощью дубинки. Мотивом для всего перечисленного называлась «простая мстительность».
По возвращении в Ливан Дирани объявил о намерении в дальнейшем сотрудничать с «Хезболлой», признанной в Израиле террористической организацией. На этом основании правительство Израиля обратилось в суд с требованием закрыть иск, поданный Дирани в 2000 году. Согласно представителям правительства, к этому делу был применим англо-американский закон, запрещающий судам рассматривать иски против государства со стороны его врагов, проживающих во враждебных государствах. Однако требование о закрытии дела было последовательно отвергнуто сначала окружным судом (в 2005 году), а затем и стандартным составом Верховного суда (в 2011 году). При принятии этого решения голоса судей Верховного суда разделились: двое проголосовали за продолжение рассмотрения иска и один за его закрытие. В 2015 году апелляция правительства была рассмотрена расширенным составом Верховного суда из семи судей, и четырьмя голосами против трёх (включая действующего председателя Верховного суда Ашера Груниса и его преемницу Мирьям Наор) было принято решение, согласно которому Дирани не имеет права судиться с Государством Израиль. Со своей стороны, семья Рона Арада в 2003 году подала судебный иск против Дирани на сумму в 100 миллионов шекелей (более 22 миллионов долларов), однако с самого начала открыто заявляла, что целью иска является главным образом предотвращение освобождения Дирани государством.